# Komaki
Komaki (japonsky 小牧市) je město v prefektuře Aiči v Japonsku. K roku 2018 v něm žilo přibližně 148 tisíc obyvatel.

## Poloha a doprava
Komaki leží v střední části ostrova Honšú v oblasti Čúbu. Jeho nejbližším letištěm je letiště Nagoja, které v něm částečně leží.

## Dějiny
V roce 1584 proběhla v okolí bitva u Komaki a Nagakute, ve které se jednotky Hidejošiho Tojotomiho střetly s jednotkami Ody Nobukacu a Iejasu Tokugawy.